# Jacopo Trulla

a Compétitions nationales et continentales officielles uniquement.

b Matchs officiels uniquement.
Dernière mise à jour le 6 juillet 2025.
Jacopo Trulla, né le 5 juillet 2000 à Vicence (Italie)  est un joueur international italien de rugby à XV. Il joue aux postes d'arrière ou d'ailier. Il joue avec la franchise du Zebre Parma en United Rugby Championship.

## Biographie
Jacopo Trulla représente d'abord le club de Rugby Calvisano à partir de la saison 2019-2020, avant d'être recruté par les Zebre pour les derniers matchs de la saison 2019-2020 et pour la saison 2020-2021.

### En sélection italienne
En 2019 et 2020, il est convoqué en équipe d'Italie des moins de 20 ans pour le Tournoi des Six nations de la catégorie,.
À partir de novembre 2020, il évolue également pour l'équipe d'Italie senior. Il dispute le Tournoi des Six Nations 2021 en tant que titulaire à l'arrière.
Non-utilisé lors des test matchs de novembre 2021, il est convoqué par Alessandro Troncon pour jouer avec l'équipe d'Italie A (en) (équipe réserve). Il s'illustre en inscrivant un essai contre l'Uruguay.
Il n'est pas sélectionné pour la Coupe du monde 2023 en France. Ce n'est que lors des test hivernaux de 2024 qu'il fait sont retour chez Les Azzuris. Par la suite il dispute le Tournoi des 6 nations 2025 puis la tournée estivale en Afrique. Lors du premier match contre la Namibie (victoire 6-73) il participe largement à la victoire retentissante en inscrivant un triplé.